# Nicolae Victor Zamfir
Nicolae Victor Zamfir (n. 24 martie 1952, Orașul Stalin, România) este un fizician român, membru titular al Academiei Române și vicepreședinte al acesteia (din 4 mai 2022).

## Biografie
S-a născut la Brașov la data de 25 martie 1952 într-o familie de intelectuali. Tatăl, absolvent al Academiei Comerciale din Brașov, a avut de-a lungul timpului diverse funcții în administrația de stat. Mama sa a fost învățătoare.
Nicolae Victor Zamfir a absolvit liceul Andrei Șaguna din Brașov (1971). În timpul liceului s-a remarcat ca olimpic la fizică. A urmat apoi Facultatea de Fizică a Universității din București pe care a terminat-o cu Diploma de Merit (1971-1976). În urma rezultatelor obținute a fost repartizat la liceul Ion Neculce din București unde a lucrat începând cu 1976.
În 1978 a fost angajat prin concurs ca fizician la IFA.
În 1984 a obținut titlul de doctor în fizică cu lucrarea „Determinarea și evaluarea parametrilor de structură pentru nuclee depărtate de stabilitate” având coordonator științific pe prof. dr. Marin Ivașcu (director IFA).
În Germania lucrează doi ani (1990-1992) cu prof. dr. von Brentano, director al Institutului de Fizică Nucleară al Universității din Köln. Aici studiază formele octupolare din nuclee.
În 1992 pleacă în SUA la Brookhaven National Laboratory, Upton, New York. Aici lucrează în cadrul grupului de structură nucleară la High Flux Beam Reactor.
În anul 1997 ajunge profesor cercetător la Universitatea Yale, New Haven, Connecticut, USA, lucrând în Laboratorul de structură nucleară Wright până în 2004.
În 2004 revine în țară și ocupă postul de director general al Institutului Național de Fizică și Inginerie Nucleară "Horia Hulubei". Din această poziție s-a ocupat de dezvoltarea unuia dintre cele mai importante proiecte științifice din România: ELI-NP.
În anul 2006 a fost numit membru corespondent al Academiei Române, iar din 26 noiembrie 2015 este membru titular.

## Lucrări publicate
Nicolae Victor Zamfir a publicat peste 300 de articole în reviste cotate ISI, articole în periodicele Academiei Române, monografii, a participat la peste 120 de conferințe de fizică în Germania (DPG), SUA (APS) și alte conferințe internaționale, și la peste 60 de lecții invitate.

### Teza de doctorat
- Determinarea și evaluarea parametrilor de structură pentru nuclee depărtate de stabilitate, Teză de doctorat, conducător științific: prof. dr. Marin Ivașcu, 1984.

### Cărți
- Nuclear Collective Dynamics - D. Bucurescu, V. Ceaușescu, N.V. Zamfir, Editura World Scientific, Singapore, 1983;
- Recent Advances in Nuclear Physics - M. Petrovici, N.V. Zamfir, Editura World Scientific, Singapore, 1989;
- Recent Advances in Nuclear Structure - D. Bucurescu, G. Căta-Danil, N.V. Zamfir, Editura World Scientific, Singapore, 1989;
- Mapping the Triangle - A. Aprahamian, J. Cizewski, S. Pittel, N.V. Zamfir, Editura American Institute of Physics, Conf. Proc. 638, 2002;
- Atomic and Nuclear Heavy Ion Interaction - G.Semenescu, I.A. Dorobanțu, N.V. Zamfir, CIP, Bucharest, 1986;
- Symmetries and Semiclassical Features of Nuclear Dynamics - N. Săndulescu, N.V. Zamfir, Revue Roumaine de Physique, Bucharest, 1987;
- Recent Advances in Experimental Nuclear Physics - M. Petrovici, N.V. Zamfir, Revue Roumaine de Physique, Bucharest, 1990;
- Pentru Excelență în Știința Românească - T. Petre Frangopol, Nicolae Victor Zamfir, Tibor Braun, Editura Casa Cărții de Știință, București, 2007.

### Capitole în monografii
- Valence Correlation Schemes and the Structure of Heavy Actinide Nuclei - R.F. Casten, N.V. Zamfir, în Heavy Elements and Related New Phenomena, Editura World Scientific, Singapore, 1999;
- Octupole deformation in the actinides and the Interacting Boson Model - N.V. Zamfir, în Perspectives of Nuclear Structure and Nuclear Reactions dedicated to the 60th anniversary of the birthday of R. Jolos, JINR E4-2002-66;
- The phase/shape transition critical point and the Interacting Boson Model - N.V. Zamfir, G.E. Fernandes, R.F. Casten, în The Intellectual Path of J.Q. Chen: a Memorial, Editura World Scientific, Singapore, 2004.

## Activități
- 2015 - Membru titular al Academiei Române: [5]
- 2006 - Membru corespondent al Academiei Române;[6]
- 2012 - Membru (eminent scholar) în Academia Europaea;[7]
- 2011 - Membru al Consiliului Științific FAIR (vice-președinte);[8]
- 2010 - Director de proiect, Extreme Light Infrastructure – Nuclear Physics (ELI-NP);
- 2010 - Reprezentant al României în Consiliul Științific CERN;[9]
- 2009 - Reprezentant al României în Consorțiul Extreme Light Infrastructure (ELI);
- 2009 - Președintele Societății Române de Fizică;[10]
- 2007/2013 - Membru al Consiliului de Fizică Nucleară al Societății Europene de Fizică (2012/2013 - Președinte);[11]
- 2005 - Conducător de doctorat, Profesor asociat, Universitatea București;
- 2005 - Reprezentant plenipotențiar al Guvernului României la JINR, Dubna;
- 2005/2008 - Membru în Comitetul de Fizică Nucleară NuPECC, Fundația Europeană de Știință.

## Distincții primite
- Ordinul Național „Legiunea de Onoare” în grad de Ofițer (Franța)[12]. "Fără determinarea, expertiza, cunoștințele și răbdarea domnului Profesor Zamfir, proiectul ELI-NP probabil nu ar fi putut să ia naștere la Măgurele", a declarat Ambasadorul Franței în România, dl. Francois Saint-Paul.
- Ordinul Național „Serviciul Credincios” în grad de Ofițer[13], în semn de înaltă apreciere pentru excelența de care au dat dovadă în întreaga activitate închinată dezvoltării științei, pentru promovarea activă a culturii și valorilor românești, precum și pentru contribuția de durată avută în îndeplinirea obiectivelor Academiei Române.
- Honorable Doctor - Joint Institute for Nuclear Research, Dubna, 2015[14] în semn de recunoaștere a contribuției remarcabile la dezvoltarea științei și educarea tinerilor oameni de știință.
- Membru al Societății Europene de Fizică (European Physical Society), 2015[15].
- Ordinul Național „Serviciul Credincios” în grad de Cavaler, 22 februarie 2008.[16]
- Premiul Dragomir Hurmuzescu al Academiei Române pe anul 1984.

## Vezi și
- Lista membrilor Academiei Române